# Eusterinx argutula
Eusterinx argutula là một loài tò vò trong họ Ichneumonidae.